# BMW 4 Серії (G22)
Друге покоління BMW 4 серії складається з BMW G22 (версія купе), а також BMW G23 (версія кабріолет) і BMW G26 (версія седан, продається як Gran Coupé) компактних автомобілів представницького класу. Серія G22 4 була представлена в червні 2020 року та прийшла на зміну серії F32 4.
G22 випускатиметься разом із моделлю G20 3 серії та має багато спільних функцій. Як і G20 серії 3, G22/G23/G26 будуть оснащені бензиновими та дизельними двигунами з турбонаддувом. На відміну від свого попередника, нова 4-я серія має суттєві відмінності в дизайні від 3-ї серії, щоб розрізнити дві моделі та підвищити клас 4-ї серії. Найпомітнішою зміною дизайну є велика решітка радіатора спереду, яка була натхненна BMW 328 1930-х років.

## Розробка

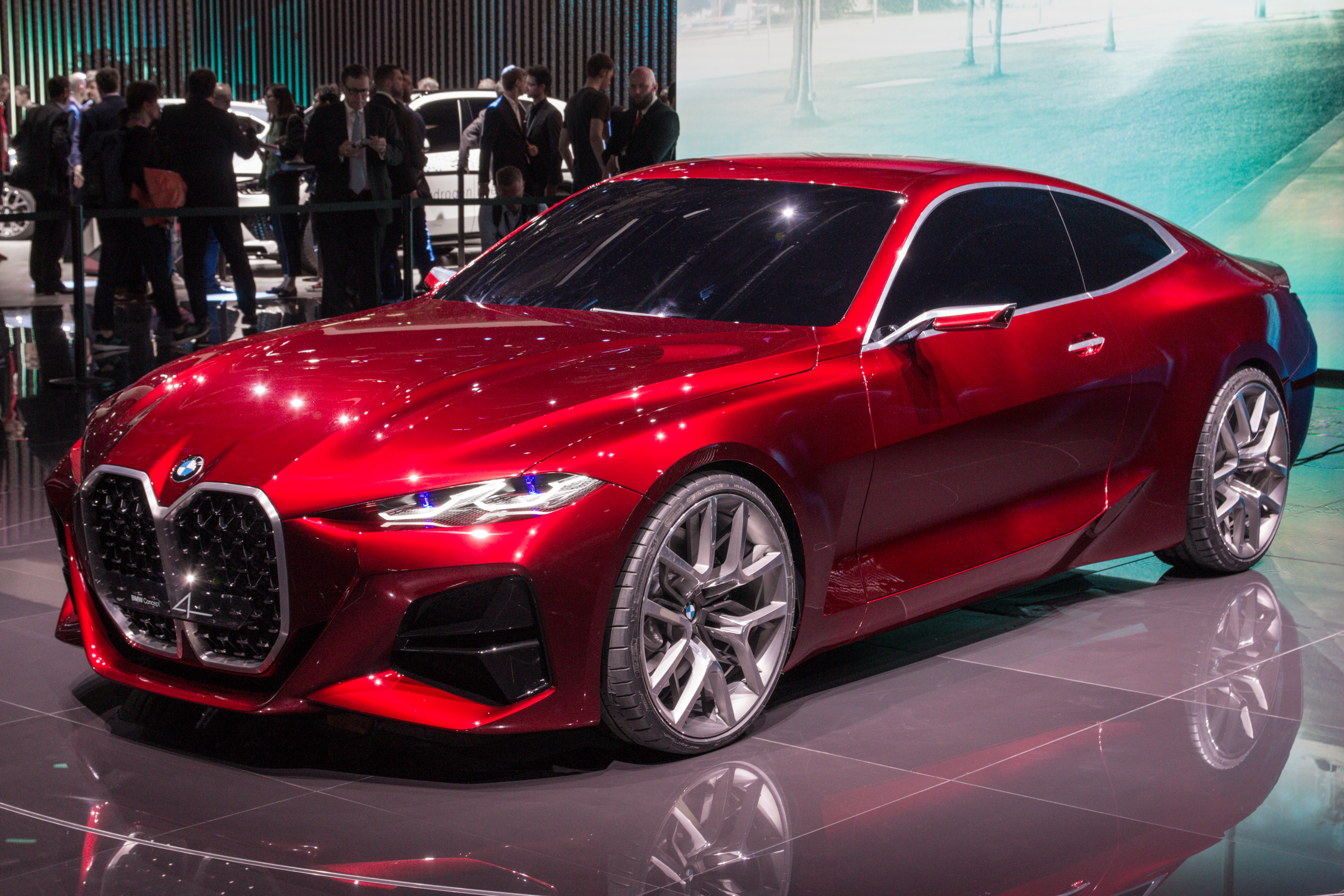
BMW Concept 4 на Франкфуртському автосалоні 2019

G22 4 Series був представлений у формі концепту як BMW Concept 4 на Франкфуртському автосалоні 2019 року, де було представлено наступне покоління 4 Series. Найбільш помітною особливістю дизайну є велика вертикальна решітка радіатора, натхненна моделями BMW 328 і 3.0 CSi відповідно. Решітка має 3D візерунок, щоб надати їй більш виразного вигляду. Іншими помітними конструктивними особливостями концепту були яскраво виражений спойлер у формі «качиного хвоста» ззаду, тонкі дзеркала, виготовлені з цілісного алюмінію, і відкриті фари, які не закривають 3D-елементи освітлення, а замість цього вбудовані в корпус автомобіля. автомобіль.

## Запуск
26 травня 2020 року BMW оголосив, що G22 4 Series буде представлено онлайн у червні 2020 року, опублікувавши тизерне зображення топової моделі M440i. Понад 80 % елементів дизайну Concept 4 були перенесені у серійну версію, включаючи велику решітку радіатора, яка тепер має сітчасті вставки та оточена двома тонкими світлодіодними фарами та двома великими повітрозабірниками (ексклюзивно для M440i). Задня частина оснащена задніми ліхтарями та спойлером, який є ексклюзивним для моделей M Sport. Силует автомобіля схожий на 8 серію зі звуженою лінією даху. Задній бампер оснащений дифузором на моделях M Sport, а M440i має подвійні вихлопні наконечники. Заявлено, що у серійної версії Coupé площа лобового опору становить лише 0,25 x 2,19 м2. Під час онлайн-презентації BMW оголосила, що світовий запуск G22 4 Series відбудеться в жовтні того ж року.
Наприкінці вересня BMW представила кабріолет нової 4-ї серії (G23) з тією ж технологією та двигунами, що й купе. Він має брезентовий дах, на відміну від двох попередників, які мали висувний жорсткий дах.

## Моделі

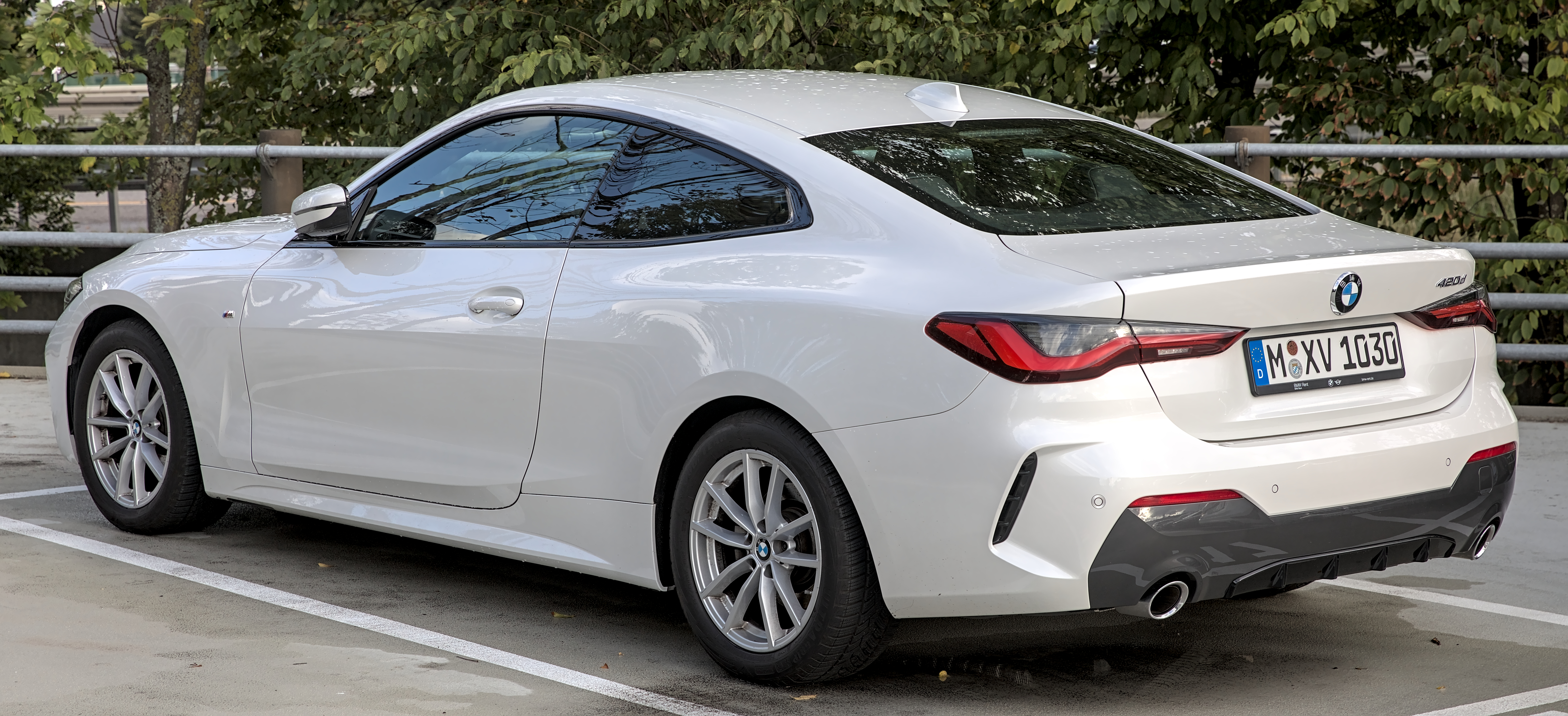
BMW 420d

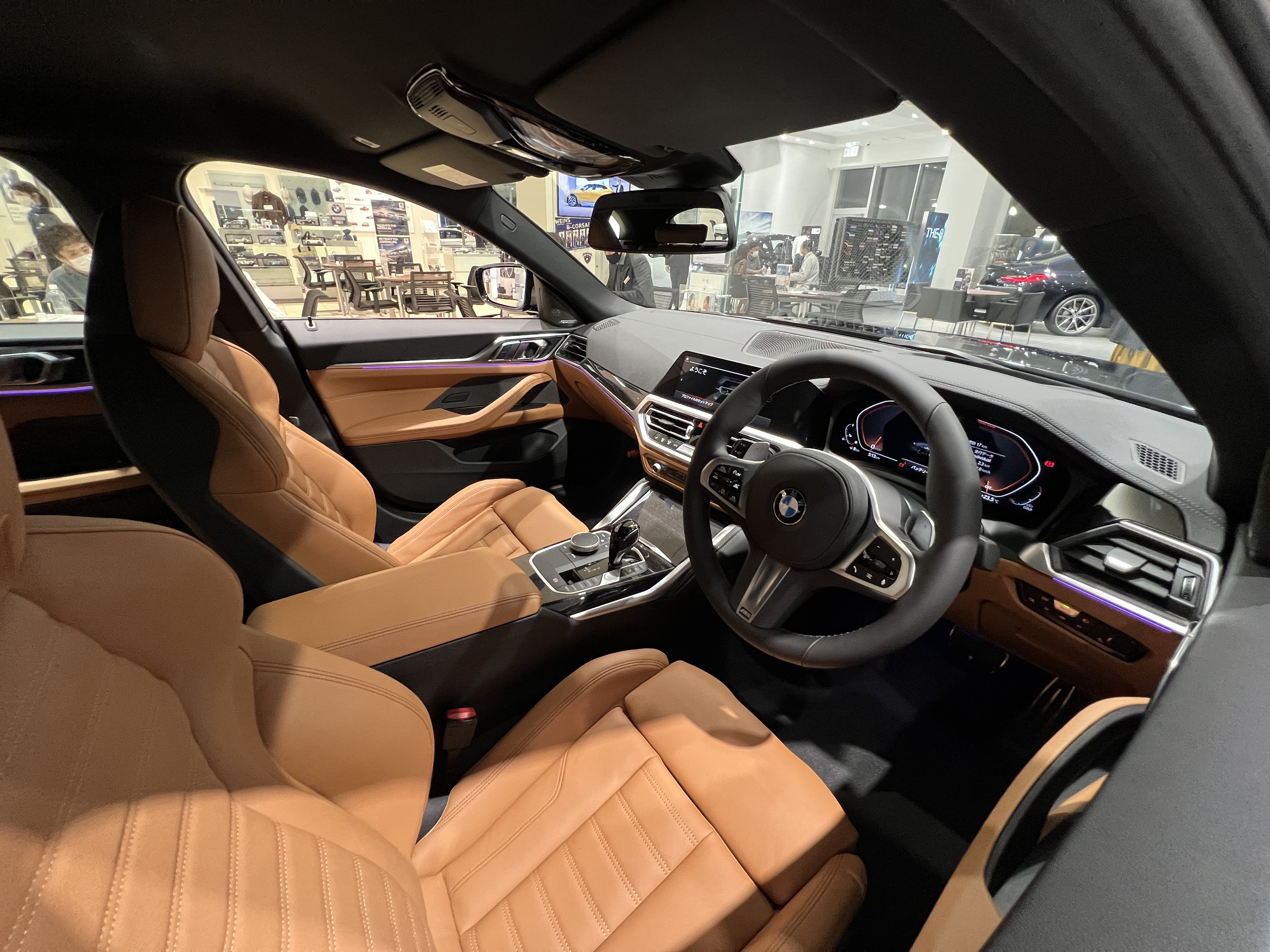
салон

Запущені моделі складаються з дизельних двигунів 420d, 430d і M440d, бензинових двигунів 420i M Sport і 430i та м'якого гібрида M440i xDrive. 420i M Sport і 430i оснащені 2,0-літровим чотирирядним двигуном BMW B48, оцінений в 300 Н·м (221 к.с.) крутного моменту для 420i M Sport і 190 кВт (255 к.с.) і 399 Н·м (294 к.с.) крутного моменту для 430i. Модель M440i оснащена 3,0-літровим двигуном BMW B58 Inline-6 з турбонаддувом і потужністю 285 кВт (382 к.с.) і 500 Н·м (369 фунтів·фут) крутного моменту, оснащений електродвигуном на 48 вольт з номінальним значенням 8 кВт (11 к.с.). 420d оснащений 2,0-літровим турбодизельним двигуном BMW B47 Inline-4 з потужністю 138 кВт (185 к.с.), тоді як 430d і M440d оснащені 3,0-літровим турбодизелем BMW B57 Inline-6 з потужністю 207 кВт (278 к.с.) для 430d і 246 кВт (330 к.с.) для 440d. M440d, як і M440i, також оснащений м'якою гібридною системою. Гібридна система має ремінний стартовий генератор для компенсації енергії під час гальмування. Ця потужність може подаватись до електричної системи автомобіля напругою 12 В або розгортатися, щоб допомогти двигуну внутрішнього згоряння зменшити викиди CO
2 і підвищення економії палива.

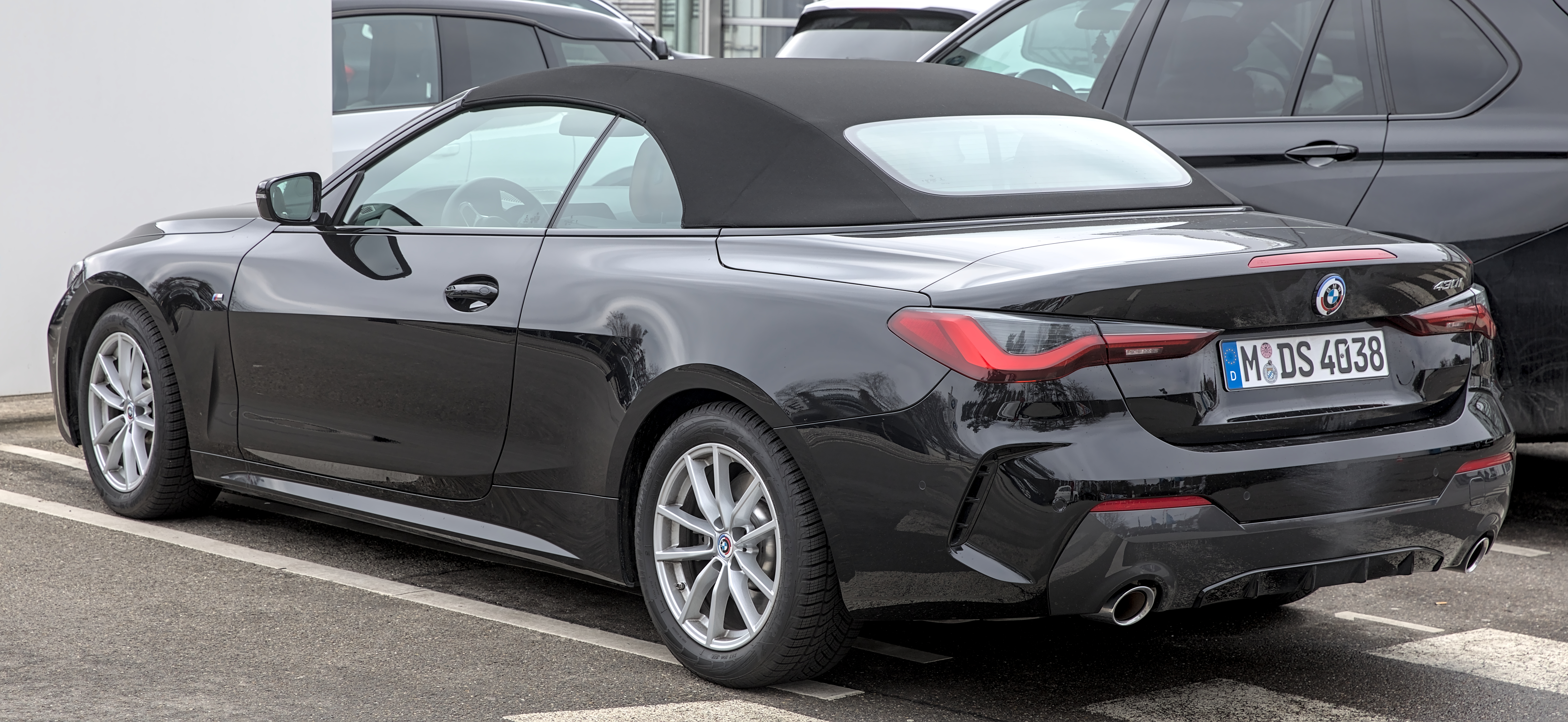
BMW 430i кабріолет

Раніше недоступна комбінація 430i з xDrive в кузові Gran Coupé буде доступна як версія MY23, що стане першою моделлю 2023 року, окрім їхнього електрифікованого позашляховика iX. Доступні такі популярні варіанти, як стереосистема Harman Kardon, проекційний дисплей і лазерні фари. Згідно з публікаціями BMW of NA, замовлення приймаються на початку березня.

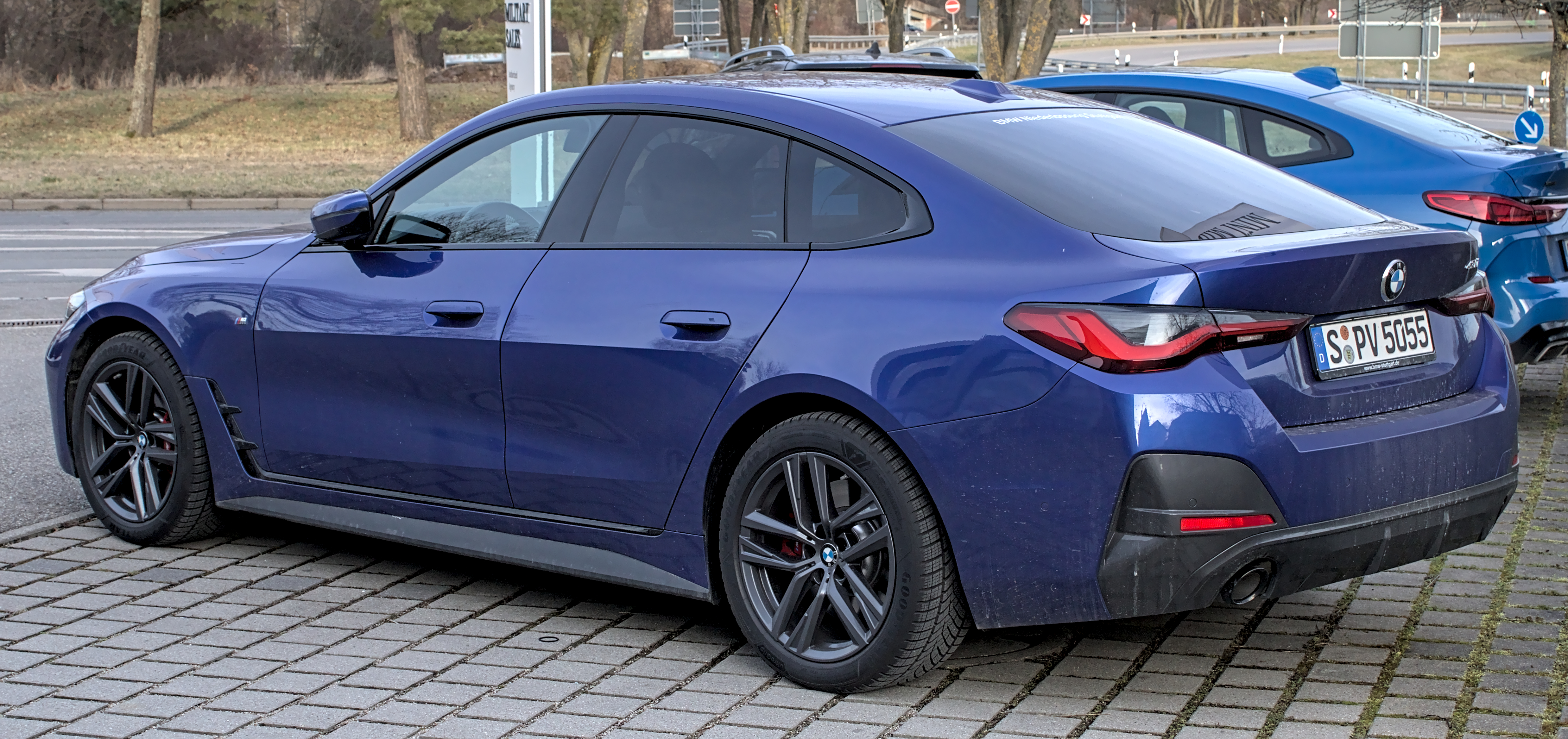
BMW 430i Гран Купе

Єдина доступна коробка передач — 8-ступінчаста автоматична коробка передач. Моделі M Sport оснащені модифікованою коробкою передач із швидшим перемиканням передач і новим режимом водіння «Спринт». 430i, 420d, 430d і M440d стандартно оснащені заднім приводом, але можуть бути налаштовані на повний привід. M440i поставляється лише з повним приводом. Серія G22 4 має ширшу колію, ніж її попередник, і має розподіл ваги 50/50.

### Продуктивність
420i може розганятися від 0 до 100 км/год (62 миля/год) за 7,5 секунд, 430i може розганятися з 0 до 97 км/год (60 миля/год) за 5,5 секунди (5,3 секунди для версії xDrive), тоді як M440i може розганятися від 0 до 100 км/год (62 миля/год) за 4,3 секунди. Усі моделі мають електронне обмеження максимальної швидкості 250 км/год (155 миля/год).

## Обладнання
Серія 4 поставляється з різними зовнішніми пакетами, такими як пакет M Sport, який додає глянцеві елементи зовнішнього оздоблення, пакет деталей з вуглецевого волокна, який замінює глянцеве оздоблення вуглецевим волокном, і пакет M Sport Pro, який додає більше глянцевих елементів оздоблення і 19-дюймові колеса, унікальне оздоблення інтер'єру та кольори екстер'єру. Серія 4 поставляється зі стандартною підвіскою M Sport, але покупці також можуть отримати адаптивну підвіску M як опцію, яка налаштовує кермо, амортизацію та реакції на акселератор. Окрім адаптивних світлодіодних фар із шестикутною технологією освітлення, також доступні лазерні фари.
Більшість інтер'єру перенесено з G20 серії 3, оббитого штучною шкірою SensaTec, а переднє спортивне сидіння є стандартним. Інтер'єр пропонується в п'яти кольорах з повною шкіряною оббивкою. Задні сидіння складаються, щоб забезпечити загальну місткість багажника 440 л (15,5 кубічних футів). Система iDrive 7.0 є стандартною та має 8,8-дюймовий екран на центральній консолі та 5,1-дюймовий екран на панелі приладів. 10,3-дюймовий екран для інформаційно-розважальної системи разом із 12,3-дюймовим екраном для приладової панелі є опціональними. iDrive 7.0 має бездротові оновлення для навігаційних карт і операційної системи, а також має цифрового помічника з голосовим керуванням. Серія 4 стандартно оснащена навігацією BMW, проекційним дисплеєм BMW наступного покоління, який має на 70 відсотків більшу площу проекції, і 3D-візуалізацією навколишнього середовища в цифровій панелі приладів. Apple Car Play і Android Auto також є стандартними зручностями салону. Пакет Driving Assistance Professional є опціональним, до якого додається адаптивний круїз-контроль із функцією зупинки та руху, система підтримки смуги руху з уникненням бокового зіткнення та автоматичне екстрене гальмування ззаду.
Моделі 420—430 із комплектацією M Sport і моделі M440 можуть бути оснащені деталями M Performance. До них відносяться спліттер, канарди, губний спойлер, більші колеса та бічні пороги.

## Двигуни

### Бензинові
| Модель             | Роки       | Двигун             | Потужність                                      | Крутний момент                             | 0—100 км/год (0—62 миля/год) |
| ------------------ | ---------- | ------------------ | ----------------------------------------------- | ------------------------------------------ | ---------------------------- |
| 420i 420i xDrive   | 2021–тепер | 2,0 л B48 турбо I4 | 135 кВт (184 PS; 181 к. с.) при 4400–6000 об/хв | 300 Н⋅м (221 фут⋅фунт) при 1250–4300 об/хв | 7,5 секунд                   |
| 430i 430i xDrive   | 2021-тепер | 2,0 л B48 турбо I4 | 190 кВт (258 PS; 255 к. с.) при 5000-6500 об/хв | 400 Н⋅м (295 фут⋅фунт) при 1550-4400 об/хв | 5,8 секунди                  |
| M440i M440i xDrive | 2021-тепер | 3.0L B58 турбо I6  | 285 кВт (387 PS; 382 к. с.) при 5800-6500 об/хв | 500 Н⋅м (369 фут⋅фунт) при 1800-5000 об/хв | [4,5] секунди                |

### Дизельні
| Модель           | років      | Двигун                  | потужність                         | Крутний момент                             | 0—100 км/год (0—62 миля/год) |
| ---------------- | ---------- | ----------------------- | ---------------------------------- | ------------------------------------------ | ---------------------------- |
| 420d 420d xDrive | 2021-тепер | 2,0 л B47 турбо I4      | 140 кВт (188 к. с.) при 4000 об/хв | 400 Н⋅м (295 фут⋅фунт) при 1750—2500 об/хв | 7,1 [7,4] секунди            |
| 430d xDrive      | 2021-тепер | 3,0 л B57 турбо I6      | 210 кВт (282 к. с.) при 4000 об/хв | 650 Н⋅м (479 фут⋅фунт) при 1750—2500 об/хв | [5,1] секунди                |
| M440d xDrive     | 2021-тепер | 3,0 л B57 твін-турбо I6 | 250 кВт (335 к. с.) при 4400 об/хв | 700 Н⋅м (516 фут⋅фунт) при 1750—2250 об/хв | [4,6] секунди                |